# Operatie Exporter
Met Operatie Exporter veroverden de geallieerden in 1941 de Franse mandaatgebieden Syrië en Libanon.
In 1941 werden Syrië en Libanon bestuurd door Vichy-Frankrijk, de Franse regering die na de capitulatie van Frankrijk in samenwerking met Nazi-Duitsland Frankrijk en het Franse koloniale rijk bestuurde. Tijdens de Anglo-Iraakse Oorlog gaven de autoriteiten van Vichy toestemming aan de Duitse Luftwaffe en de Italiaanse Regia Aeronautica om te tanken in Syrië en Libanon. Om deze reden planden de geallieerden een invasie van de Franse mandaatgebieden.
Op 8 juni 1941 viel een troepenmacht van bijna 20.000 Australische, Indische, Vrije Franse en Britse troepen onder commando van Sir Henry M. Wilson Syrië en Libanon binnen. De Vichy-Franse troepen stonden onder beval van generaal Henri Dentz.
Damascus, de hoofdstad van Syrië, werd op 21 juni 1941 verlaten. De gevechten gingen verder in Libanon maar de Vichy-troepen bleven terrein verliezen. In juli waren de Australiërs in de buurt van Beiroet. De val van Beiroet, de hoofdstad van Libanon, betekende het einde van de oorlog. Op 10 juli toen de Australische 21ste Brigade op te punt stond om Beiroet binnen te trekken verzocht Dentz om een wapenstilstand. Op 12 juli kwam er een staakt-het-vuren. Tijdens het staakt-het-vuren beval Dentz schepen en vliegtuigen die onder zijn commando stonden om naar Turkije te gaan waar ze geïnterneerd werden.
De wapenstilstand werd op 14 juli in Akko in Palestina getekend. Er waren 37.736 Vichy-Franse krijgsgevangen die het conflict overleefden. De meeste van hen kozen ervoor om te worden gerepatrieerd naar Frankrijk dan om dienst te nemen bij de Vrije Fransen.